# (21523) GONG
(21523) GONG est un astéroïde de la ceinture principale.

## Description
(21523) GONG est un astéroïde de la ceinture principale. Il fut découvert le 26 juin 1998 à l'observatoire Goodricke-Pigott par Roy A. Tucker. Il présente une orbite caractérisée par un demi-grand axe de 3,01 UA, une excentricité de 0,26 et une inclinaison de 26,5° par rapport à l'écliptique.

## Compléments